# Sandava xylistis
Sandava xylistis är en fjärilsart som beskrevs av Swinhoe 1900. Sandava xylistis ingår i släktet Sandava och familjen nattflyn. Inga underarter finns listade.

## Bildgalleri

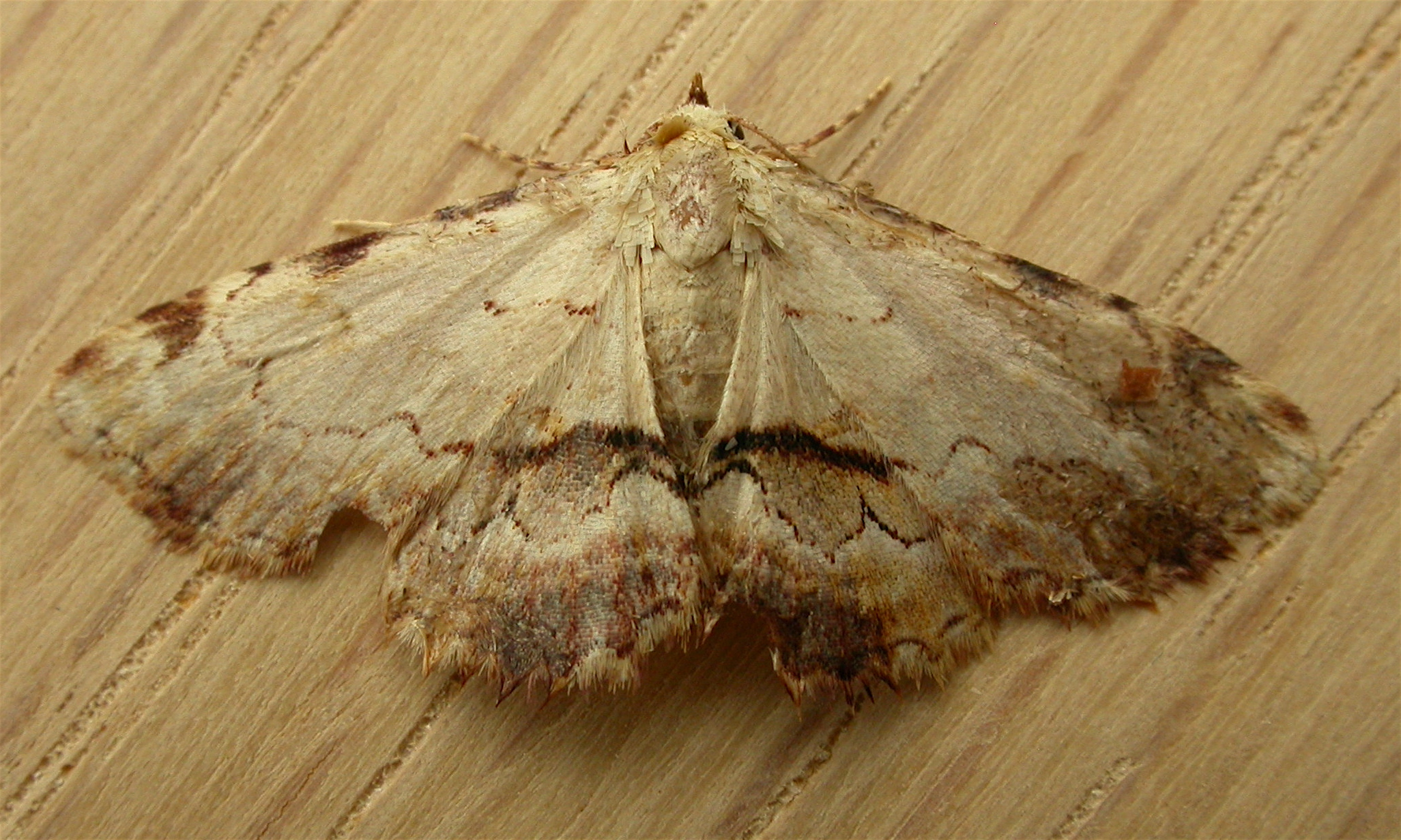